# Тимотей Ι Еласонски
Тимотей (на гръцки: Τιμόθεος, Тимотеос) е гръцки духовник от XVII век, епископ на Вселенската патриаршия, убит от османските власти.

## Биография
Тимотейе избран за доменикски и еласонски архиепископ в 1615 година. Поради опасения от революционна дейност, на фона на неотдавнашното въстание на Дионисий Философ, османските власти, го призовават в Лариса, където го затварят, подлагат на мъчения и в крайна сметка обесват на 3 април 1618 година. Голото му тяло е хвърлено в Пиниос, откъдето е извадено и тайно погребано от християните, живеещи край реката.